# White Sulphur Springs Open
O White Sulphur Springs Open foi um torneio masculino de golfe no PGA Tour, que foi disputado no campo de golfe do Old White, nos Estados Unidos, entre as décadas de 1920 e 1950.

## Campeões
Provavelmente esta lista está incompleta
- 1955 Dutch Harrison
- 1938 Sam Snead[1]
- 1922 Walter Hagen
- 1921 Jock Hutchison